# Macrodasys scleracrus
Macrodasys scleracrus is een buikharige uit de familie van de Macrodasyidae. De wetenschappelijke naam van de soort werd voor het eerst geldig gepubliceerd in 2011 door Hummon.